# Gerhard Thyben
Gerhard Thyben, né le 24 février 1922 à Kiel et mort le 4 septembre 2006 à Cali, est un pilote de chasse allemand.
Il est crédité de 157 victoires pendant la Seconde Guerre mondiale.
Il est titulaire de la croix de chevalier de la croix de fer avec feuilles de chêne.